# سرگئی آدیان
سرگئی ایوانی آدیان (ارمنی: Սերգեյ Իվանովիչ Ադյան; زاده ۱ ژانویه ۱۹۳۱ – درگذشته ۵ مهٔ ۲۰۲۰) ریاضی‌دان اهل ارمنستان بود. وی پروفسور در دانشگاه دولتی مسکو می‌باشد و به فعالیت بر روی نظریه گروه‌ها شناخته می‌شود.
آدیان در ایروان و مسکو در موسسات علوم پرورشی تحصیل نموده‌است. وی در گورستان ترویکوروفسکوی به خاک سپرده شد.